# Нове фламенко
Нове фламенко (Nuevo Flamenco) — стиль фламенко, що зародився у 1980-х на противагу традиційному. Воно поєднує віртуозність фламенко-гітари і синтез різних музичних стилів. Джаз, румба, босса-нова, ґіпсі, латино, кельтика, ритми Близького Сходу, рок, кубинський свінг, танго і сальса зливаються для створення єдиного неповторного звучання.
Традиційне фламенко в Іспанії в 1950-х і 1960-х роках витіснив рок-н-рол. Проте Камарон де ла Ісла і далі працював з цим стилем музики, надавши йому дещо нового звучання. У 1980-х відбулося справжнє відродження фламенко завдяки Пако де Лусія та іспанським гуртам Пата Неґра і Кетама. Ці музиканти поєднали традиційне фламенко з іншими формами, зокрема джазом і сальсою. Хоча воно зливалося з іншою музикою, але як і раніше в основі мало класичне фламенко. Сьогодні найбільше згадують ім'я Оттамара Леберті, оскільки саме його альбом Nouveau Flamenco (1990) дав назву цьому надзвичайному стилю.

## Відомі виконавці фламенко
Декотрі відомі фламенко-гітаристи: Пако де Лусія, Томатіто, Вісенте Аміґо, Жерардо Нуньєз, Хуан Мартін, Ніньйо Хоселе, та Жуальберто Ґарсія Перес. Сучасні популярні виконавці фламенко: Дієґо Ель Сіґала, Дукенде, Енріке Моренте та його дочка Естрелья Моренте.

### Нові гітаристи фламенко
- Алекс Фокс
- Гарі Салазар
- Антоніо Кобо
- Анже Палка
- Армік
- Austin and Owens (The Neo Flamenco Duo)
- Behzad (Behzad Aghabeigi)
- Бенісе (Роні Бенісе)
- Ерік Хансен
- Джові
- Жуальберто Ґарсія Перес
- Ґвідо Лучіані
- Джейсон Макґір
- Джессі Кук
- Йоханес Лінстед
- Хосе Луїс Енсінас
- Кевін Лаліберте
- Лара і Рейєс (Серхіо Лара та Джо Рейєс
- Лейсон Роллінс
- Луїс Віллєґас
- Луна Бланка (німецький гурт)
- Miguel «Mito» de Soto
- Ніно Мекояр
- Nocy
- Нова Менко
- Оскар Лопез
- Оттамар Леберт
- Pavlo
- Роберт Мішель
- Shahin & Sepehr (Shahin Shahida and Sepehr Haddad)
- Strunz & Farah (Jorge Strunz and Ardeshir Farah)
- Wayne Wesley Johnson
- Willie and Lobo (Willie Royal and Wolfgang «Lobo» Fink)
- Young & Rollins (Dan Young and Lawson Rollins)